# Renault Midlum
Renault Midlum – samochód ciężarowy dystrybucyjny produkowany przez Renault Trucks w latach 2000–2014. Samochód był następcą modelu Midliner produkowanego w latach 80. i 90. Samochód został zaprezentowany w 2000 roku jako odpowiedź na konkurencję m.in.: MAN TGL, Iveco EuroCargo czy DAF LF, czyli lekkich samochodów ciężarowych. Midlum w porównaniu do poprzednika zaprezentował nowe podejście do designu, który zapoczątkował w modelu Premium. W Renault Midlum znajdują się jednostki napędowe spełniające normy Euro 3,4 i 5 : (Renault) MIDR o mocy 135-250 KM, dCi o mocy 150-270 KM, (Deutz AG) DXi (TCD) o mocy 160-280 KM, DXi (TCD) o mocy 180-300 KM. Samochód był i jest nadal wykorzystywany w specjalistycznych zadaniach, korzystają z nich np. Straż i Pogotowie Energetyczne. W 2006 roku przeszedł gruntowną modernizację, kabinę z wnętrzem, zmieniono lampy, silniki spełniające normę Euro4 (DXi) i skrzynię biegów. W 2009 roku przeszedł delikatny lifting w którym poddano lekkiej modernizacji : kabinę oraz silniki DXi spełniające już normę Euro 5. W 2014 roku zakończono produkcję, a następcą został Range D.